# (5482) Korankei
(5482) Korankei es un asteroide perteneciente al cinturón de asteroides descubierto el 27 de febrero de 1990 por Kenzo Suzuki y el también astrónomo Takeshi Urata desde el Toyota Observatory, Japón.

## Designación y nombre
Designado provisionalmente como 1990 DX. Fue nombrado Korankei en homenaje a la localidad japonesa de Korankei, ubicada en el centro de la prefectura de Aichi, famosa por los hermosos colores otoñales producidos por sus 4000 arces.

## Características orbitales
Korankei está situado a una distancia media del Sol de 2,521 ua, pudiendo alejarse hasta 3,002 ua y acercarse hasta 2,041 ua. Su excentricidad es 0,190 y la inclinación orbital 4,353 grados. Emplea 1462,82 días en completar una órbita alrededor del Sol.

## Características físicas
La magnitud absoluta de Korankei es 13,3. Tiene 5,688 km de diámetro y su albedo se estima en 0,364. Está asignado al tipo espectral Sa según la clasificación SMASSII.